# Ornithomya fringillina
Ornithomya fringillina är en tvåvingeart som först beskrevs av Curtis 1836.  Ornithomya fringillina ingår i släktet Ornithomya och familjen lusflugor. Arten är reproducerande i Sverige. Inga underarter finns listade i Catalogue of Life.

## Bildgalleri

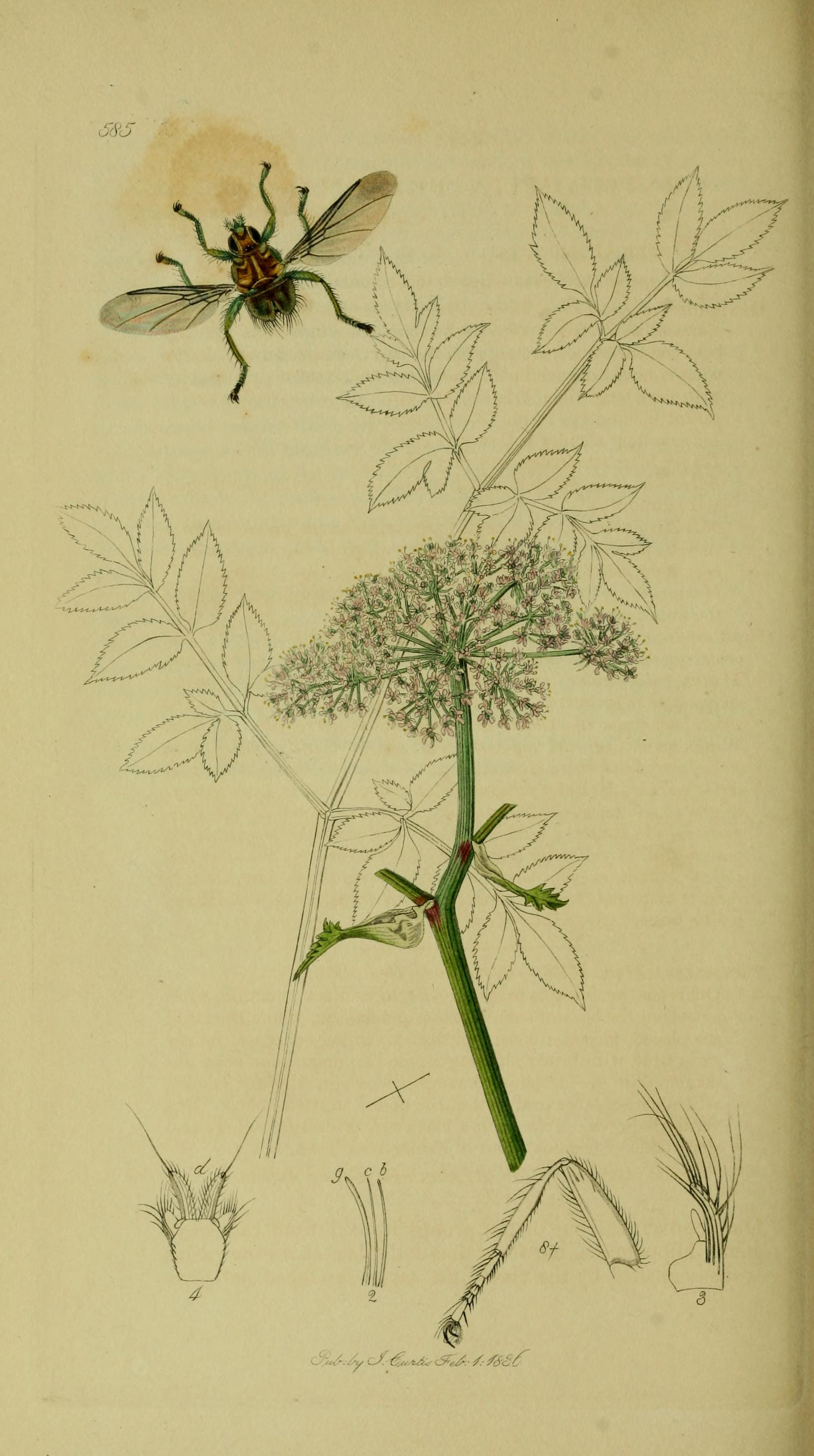